# Lista orașelor din Bahamas
Lista orașelor din Bahamas:
- Alice Town
- Andros Town
- Arthur's Town
- Clarence Town
- Colonel Hill
- Coopers Town
- Dunmore Town
- Freeport
- Freetown
- George Town
- Great Harbour
- High Rock
- Marsh Harbour
- Matthew Town
- Nassau
- Nicholls Town
- Rock Sound
- Snug Corner
- Sweeting Cay

## Cele mai mari 10 orașe
1. Nassau*capitală - 226.100
2. Freeport - 50.400
3. Coopers Town - 7.200
4. Marsh Harbour - 4.600
5. Freetown - 4.100
6. High Rock - 3.900
7. Andros Town - 3.500
8. Clarence Town - 2.200
9. Arthur's Town - 1.700
10. Dunmore Town - 1.500